# Вірмено-бразильські відносини
Вірмено-бразильські відносини - двосторонні дипломатичні відносини між Вірменією та Бразилією. Вірменська діаспора у Бразилії є другою за величиною в Латинській Америці та налічує близько 100 000 осіб.

## Історія

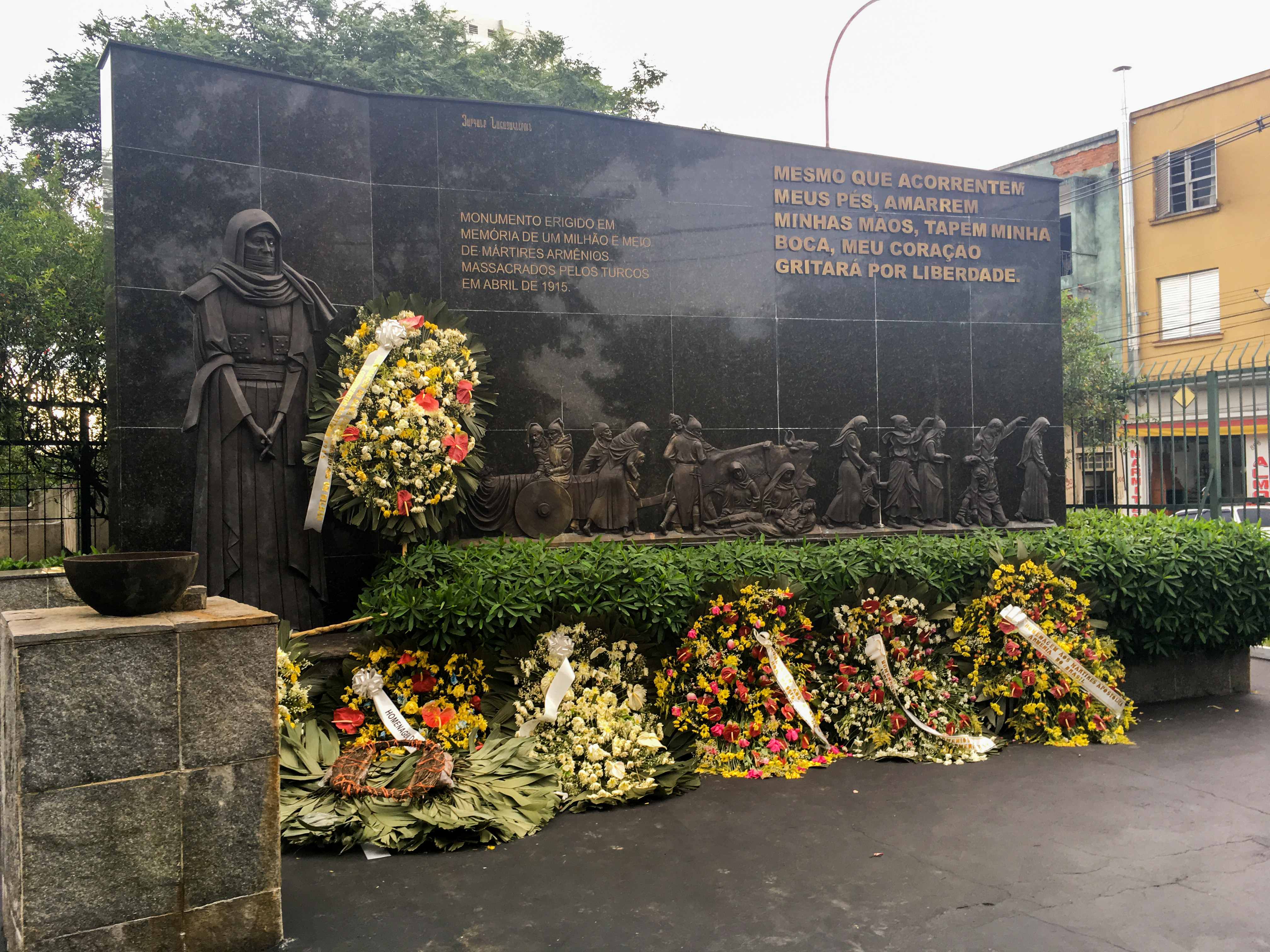
Монумент у Сан-Паулу, присвячений геноциду вірмен.

Наприкінці XIX століття перші вірменські мігранти прибули до Бразилії. 
У 1920-х відбулася найбільша хвиля міграції вірмен до Бразилії, коли кілька тисяч людей (в основному, з Лівану та Сирії) рятувалися від геноциду, здійснюваного Османською імперією. Більшість вірмен, що прибули, осіли в Сан-Паулу.
У 1975 в місті Сан-Паулу назвали станцію метро на честь Вірменії.
26 грудня 1991 Вірменія відновила незалежність після розпаду Радянського Союзу.
У грудні 1991 міністр закордонних справ Вірменії Раффі Ованісян відвідав Бразилію, щоб обговорити встановлення дипломатичних відносин між країнами.
17 лютого 1992 Вірменія та Бразилія офіційно встановили дипломатичні відносини.
У червні 1992 президент Вірменії Левон Тер-Петросян здійснив офіційний візит до Бразилії.
У 1998 Вірменія відкрила генеральне консульство в Сан-Паулу.
У 2006 Бразилія відкрила посольство в Єревані.
У 2011 Вірменія відкрила посольство в Бразиліа, після чого генеральне консульство в Сан-Паулу було перетворено на почесне консульство. 
У 2015 федеральний сенат Бразилії визнав геноцид вірмен.

## Візити на державному рівні
З Вірменії до Бразилії:
- президент Левон Тер-Петросян (1992);
- президент Роберт Кочарян (2002);
- президент Серж Саргсян (2016).

## Двосторонні угоди
Між країнами підписано кілька двосторонніх угод, таких як: Угода про культурне співробітництво (2002) та Угода про створення безвізового режиму щодо власників дипломатичних та службових паспортів (2002).

## Дипломатичні представництва
- Вірменія містить посольство в Бразиліа[7].
- Бразилія має посольство в Єревані[8].